# Mandragora
- Commons
- Wikispecies

Mandragora L. é um gênero botânico da  família das Solanaceae.

## Espécies
- Mandragora autumnalis
- Mandragora officinarum
- Mandragora turcomanica
- Mandragora caulescens
- Lista completa

## Classificação do gênero
| Sistema | Classificação                      | Referência               |
| ------- | ---------------------------------- | ------------------------ |
| Linné   | Classe Pentandria, ordem Monogynia | Species plantarum (1753) |